# Aoplus moilietti
Aoplus moilietti är en stekelart som beskrevs av Heinrich 1961. Aoplus moilietti ingår i släktet Aoplus och familjen brokparasitsteklar. Inga underarter finns listade i Catalogue of Life.